# 歐洲執行航空
歐洲執行航空（英語：European Executive）是一間位於英國布賴頓的航空公司。提供定期客運和貨運。航空公司樞紐機場為肖勒姆機場。

## 目的地
歐洲執行航空有以下目的地(2009年1月)：
- 澤西島
- 奧爾德尼島
- 根西島

## 外部連結
- European Executive官方網站 （页面存档备份，存于）